# آپنینی ۱۰۹۵۹
سیارک ۱۰۹۵۹ (به انگلیسی: 10959 Appennino، نامگذاری:6579P-L) ده هزار و نهصد و پنجاه و نهمین سیارک کشف شده‌است که در ۲۴ سپتامبر ۱۹۶۰ کشف شد.